# SMPT:e
SMPT:e è il primo album in studio del supergruppo statunitense Transatlantic, pubblicato il 21 marzo 2000 dalla Metal Blade Records.

## Descrizione
Il titolo del disco è l'acronimo dei cognomi dei quattro componenti del gruppo (Stolt, Morse, Portnoy e Trewavas), ma deriva anche dal formato di comunicazione tra apparecchi di registrazione audio/video SMPTE (ˈsɪmptiː).
In contemporanea alla pubblicazione dell'edizione standard album, in Europa è stata commercializzata una versione limitata contenente un disco aggiuntivo.

## Tracce
1. All of the Above – 30:56
2. We All Need Some Light – 5:45
3. Mystery Train – 6:52
4. My New World – 16:16
5. In Held ('Twas) in I – 17:21 – originariamente interpretata dai Procol Harum

CD bonus nell'edizione limitata
1. My New World (Alt. Take, Neal Lead, Different Lyrics) – 16:21
2. We All Need Some Light (Roine Leadvoice, Alt. Mix) – 5:40
3. Honky Tonk Woman (Studio Jam) – 1:54 (Mick Jagger, Keith Richards) – originariamente interpretata dai The Rolling Stones
4. Oh Darlin' (Studio Jam) – 2:30 (John Lennon, Paul McCartney) – originariamente interpretata dai The Beatles
5. My Cruel World (Original Demo) – 10:43
6. Interactive Section

## Formazione
Gruppo
- Neal Morse – voce principale, tastiera, chitarra acustica, chitarra elettrica aggiuntiva
- Mike Portnoy – batteria, voce
- Roine Stolt – chitarra elettrica, chitarra a dodici corde acustica, mellotron, percussioni, voce
- Pete Trewavas – basso Warwick, bass pedals, voce

Produzione
- Transatlantic – produzione
- Chris Cubeta – ingegneria del suono
- Rich Mouser – missaggio
- Vlado Meller – mastering
- Neal Morse – registrazione proprie parti aggiuntive
- Roine Stolt – registrazione proprie parti aggiuntive
- Stewart Every – registrazione parti aggiuntive di Trewavas

## Date di pubblicazione
| Paese                 | Data di pubblicazione | Formati  |
| --------------------- | --------------------- | -------- |
| Stati Uniti d'America | 21 marzo 2000         | CD       |
| Europa                | 27 marzo 2000         | CD, 2 CD |
| Stati Uniti           | 27 marzo 2000         | 2 CD     |
| Regno Unito           | 10 aprile 2000        | CD, 2 CD |